# Exposition internationale des meilleures marques à Reims
L'Exposition Internationale des meilleures marques est une exposition qui a été organisée à Reims du 1er juin au 1er juillet 1928. Pendant quatre semaines, Reims a tenté de démontrer que la ville avait retrouvé son dynamisme d’avant la guerre.

## Histoire
À la fin du conflit de 14-18, Reims a été durement touché et près de 70 % des maisons et immeubles sont détruits. Une forte mobilisation de la nation permet une reconstruction rapide. Mais le retour des habitants ne suit pas celui de la reconstruction.
Pour faire face à cette difficulté, l’Office pour la prospérité de Reims est créé le 29 septembre 1925 par Jules Bruneau. Il est chargé de faire connaître les avantages offerts par la ville reconstruite et organise à cette fin, en 1928 à Reims, « l’Exposition Internationale des meilleures marques ».
Le 10 juin 1928, le Président de la République, Gaston Doumergue visite l’exposition avant d’inaugurer le nouvel Hôtel de ville de Reims.
L’exposition est répartie sur les deux sites des hautes promenades et de Boulingrin (la place et les halles).
Sont notamment présents : *les établissements Dorigny qui ont reçu la médaille d’or pour leur désinsectiseur, les établissements Druart Pelleot & Cie, ….

## Souvenirs

### Cartes Postales
Des cartes postales représentant les différents exposants ont été émises à cette occasion.

### Médaille
Une médaille a été éditée pour l’Exposition internationale à Reims en 1928.
Sur une face, une bergère, symbolique renforcée par des moutons à ses pieds, tient un panier devant de la cathédrale de Reims. La médaille porte la mention -1918 Ville Martyre – 1928 Reims Magnifique -. Elle est signée « L. MARGOTIN ».
Sur l’autre face, une couronne est formée de deux branches.

### Timbre
Un timbre postal a également été émis en juin 1928.

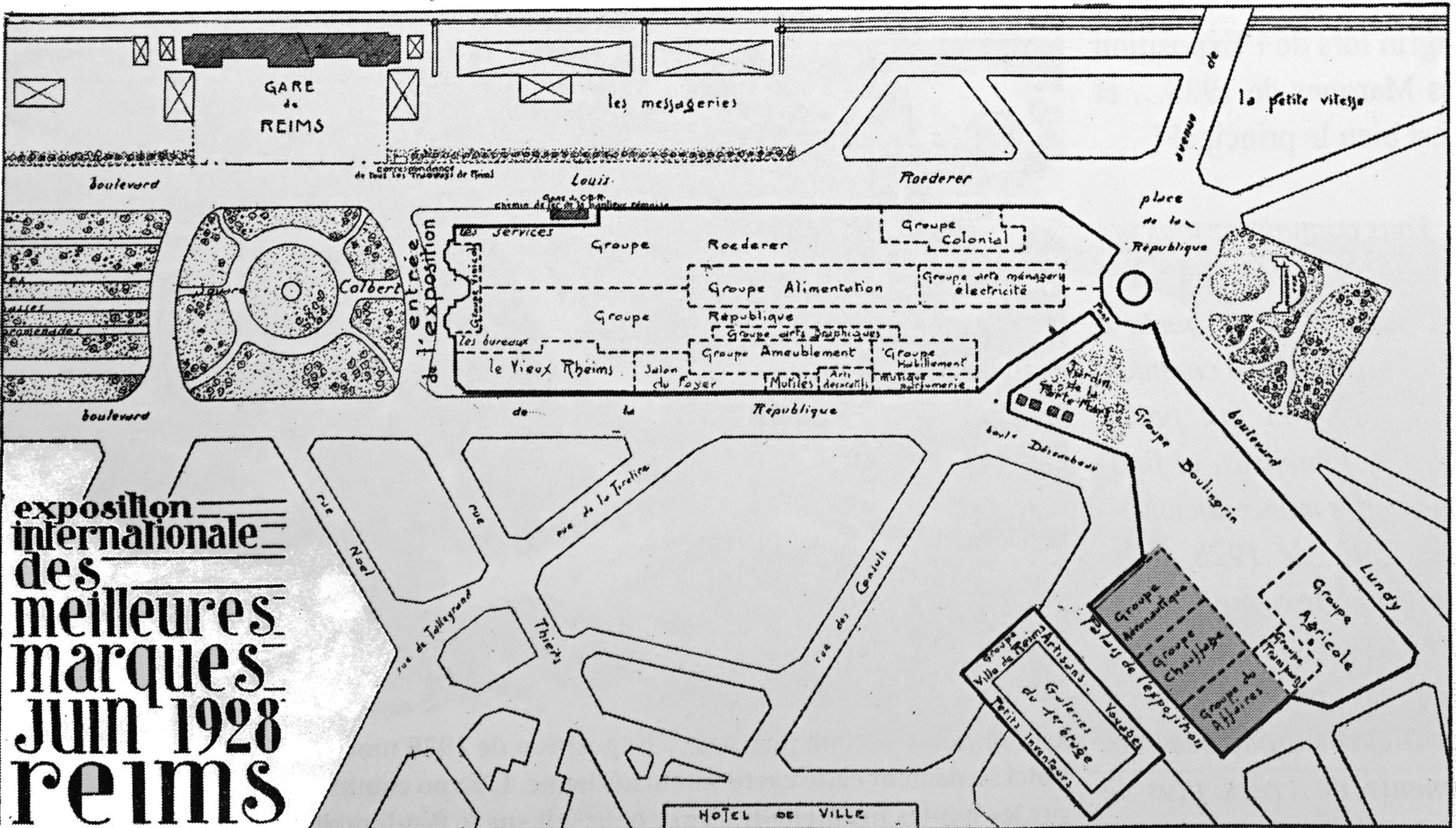
Plan de l’exposition.